# Graptophyllum excelsum
Graptophyllum excelsum är en akantusväxtart som först beskrevs av Ferdinand von Mueller, och fick sitt nu gällande namn av George Claridge Druce. Graptophyllum excelsum ingår i släktet Graptophyllum och familjen akantusväxter. Inga underarter finns listade i Catalogue of Life.

## Bildgalleri

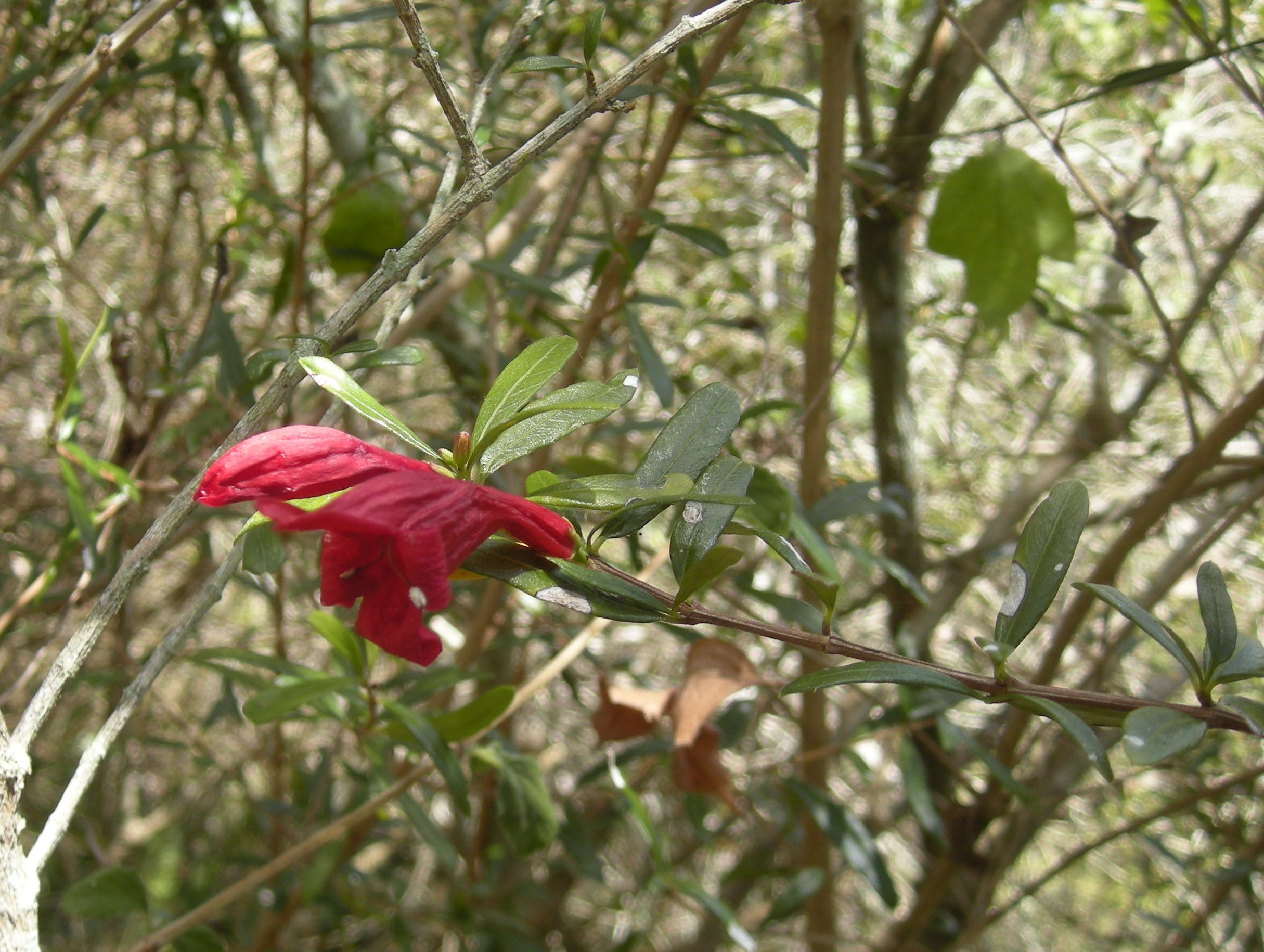